# آنه شبيغل
آنه شبيغل (بالألمانية: Anne Spiegel) (مواليد 15 ديسمير 1980 في لايمن) سياسية ألمانية تنتمي لحزب الخضر. شغلت منصب وزيرة الأسرة وكبار السن والنساء والشباب في حكومة شولتس من 8 ديسمبر 2021 إلى 25 أبريل 2022.
من مايو 2016 إلى مايو 2021 كانت وزيرة الأسرة والمرأة والشباب والاندماج وحماية المستهلك في ولاية راينلاند بالاتينات، ومن يناير 2021 كانت أيضًا وزيرة البيئة والطاقة والتغذية والغابات في الولاية. من 18 مايو 2021 حتى تعيينها وزيرة اتحادية، كانت وزيرة حماية المناخ والبيئة والطاقة والتنقل ونائبة رئيس الوزراء ولاية راينلاند بالاتينات.